# Liosoma
Liosoma är ett släkte av skalbaggar. Liosoma ingår i familjen vivlar.

## Dottertaxa tillLiosoma, i alfabetisk ordning[1]
- Liosoma ampliatum
- Liosoma apenninicola
- Liosoma apioides
- Liosoma atripes
- Liosoma bang-haasi
- Liosoma baudii
- Liosoma bedeli
- Liosoma bicolor
- Liosoma bosnicum
- Liosoma brunneum
- Liosoma carpathicum
- Liosoma collare
- Liosoma concinnum
- Liosoma cribrum
- Liosoma cyanopterum
- Liosoma deflexum
- Liosoma devillei
- Liosoma discontignyi
- Liosoma fallax
- Liosoma formaneki
- Liosoma foveolatum
- Liosoma geniculatum
- Liosoma hardyi
- Liosoma hipponense
- Liosoma hopffgarteni
- Liosoma impressum
- Liosoma isabellae
- Liosoma kirschi
- Liosoma lethierryi
- Liosoma lugubris
- Liosoma muscorum
- Liosoma neglectum
- Liosoma oblongulum
- Liosoma oblongum
- Liosoma olieri
- Liosoma ovatulum
- Liosoma pandellei
- Liosoma punctatum
- Liosoma pyrenaeum
- Liosoma reitteri
- Liosoma reynosae
- Liosoma robustum
- Liosoma rosti
- Liosoma ruficolle
- Liosoma rufipes
- Liosoma scrobiferum
- Liosoma seriefoveatum
- Liosoma sitchaense
- Liosoma stierlini
- Liosoma subaeneum
- Liosoma subcoriaceum
- Liosoma substriatum
- Liosoma testaceipes
- Liosoma timidus
- Liosoma troglodytes